# NGC 2995
NGC 2995 est un groupe d'étoiles rapprochées située dans la constellation des Voiles.
L'astronome britannique John Herschel a enregistré la position de ce groupe d'étoiles le 5 avril 1837.